# Gut (ritual)

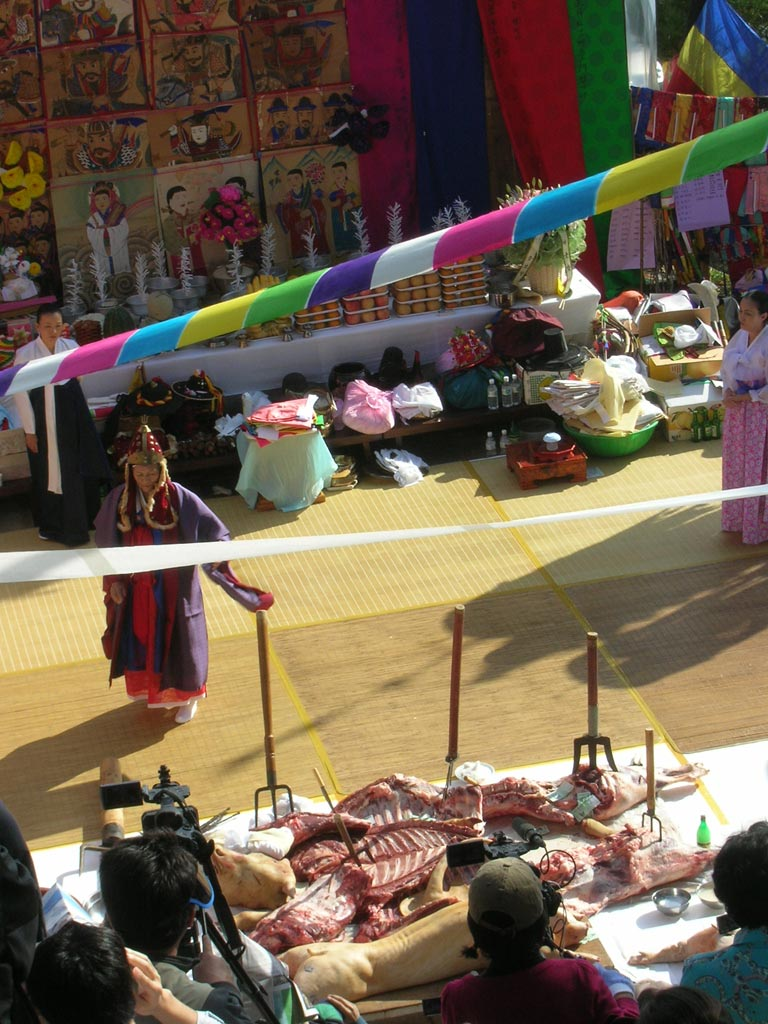
Mudang famoso que lleva a cabo una actuación gut de cinco días en Corea del Sur.

Gut o  kut (굿) son los ritos realizados por los chamanes coreanos, que implican ofrendas y sacrificios a dioses, espíritus y antepasados. Se caracterizan por movimientos rítmicos, canciones, oráculos y oraciones. Estos ritos están destinados a crear bienestar, promoviendo el compromiso entre los espíritus y la humanidad. Las principales categorías de ritos son el naerim-gut, el dodang-gut y el ssitgim-gut.
A través de la canción y la danza, el chamán ruega a los dioses que intervengan en la fortuna de los hombres. El chamán viste un traje muy colorido y normalmente habla en éxtasis. Durante un rito, el chamán cambia su vestimenta varias veces. Los rituales consisten en varias fases, llamadas gori.

## Importancia de la purificación
La pureza tanto del cuerpo como de la mente es un estado requerido para participar en los rituales.  La purificación se considera necesaria para una comunión eficaz entre las personas vivas y las formas ancestrales. Antes de realizar cualquier gut, el altar siempre se purifica con fuego y agua, como parte del primer gori del ritual mismo. El color blanco, ampliamente utilizado en rituales, se considera un símbolo de pureza. La purificación del cuerpo se realiza quemando papel blanco. Por supuesto, estos detalles dependen del linaje / casa espiritual del chamán coreano.

## Tipología de ritosgut

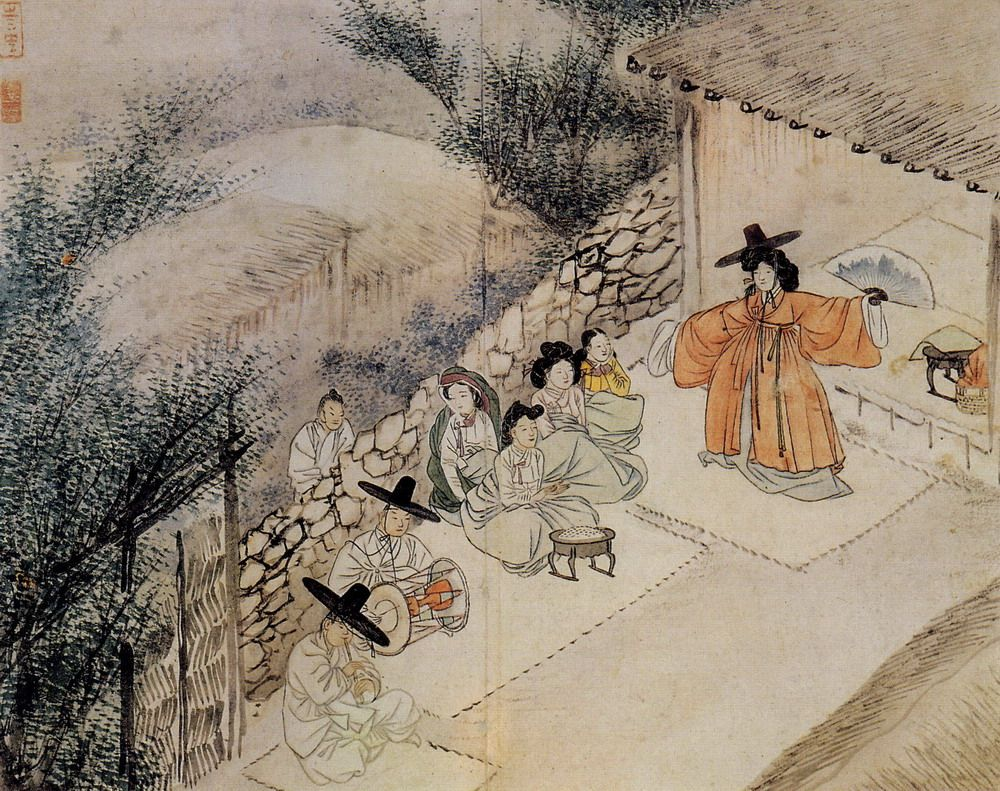
Munyeo sinmu (무녀신무, 巫女神舞), pintado por Shin Yunbok en el tardío Joseon (1805).

### Tipos principales

#### Naerim-gut(내림굿)
Este gut es un rito de iniciación. Como parte del rito, alguien se convierte en un chamán al ser poseído por espíritus que son oficiados por el Cielo para convertirse en dioses. Este rito solo se puede realizar a través de otro chamán coreano y no se puede realizar por cuenta propia. Este ritual hace que el shinbyeong, un episodio maníaco psicótico agudo temporal, desaparezca.

#### Dodang-gut(도당굿)
Este rito comunal es común en las provincias centrales de Corea del Sur. Su objetivo es desear el bienestar y la prosperidad de un pueblo o aldea en particular. Este rito normalmente se realiza anualmente o una vez cada pocos años. Siempre se celebra alrededor del Año Nuevo o en primavera u otoño. El dodang-gut se distingue por dar papeles prominentes al mudang femenino.

#### Ssitgim-gut(씻김굿)
Este rito se usa para limpiar el espíritu de una persona fallecida. Desde la antigüedad existe la creencia coreana de que cuando alguien muere, su cuerpo no puede entrar en el mundo de los muertos debido a la impureza de su espíritu. El ssitgim-gut lava esta impureza. Se observa principalmente en las provincias del suroeste de Corea del Sur.

#### Chaesu-gut(재수굿)
Durante el desempeño secuencial de los doce segmentos que comprenden un chaesugut típico, más de la mitad de los trajes que usa el mansin son masculinos. Las porciones más interactivas y dinámicas del gut generalmente ocurren durante la posesión del hombre por el pyolsang (espíritus del otro mundo) y el codicioso taegam (el supervisor), que requieren trajes masculinos. Esta vestimenta tiene varios propósitos. Primero, dado que el hombre a menudo está poseído por espíritus masculinos y femeninos y, por lo tanto, puede convertirse en un ícono del sexo opuesto, es razonable que use la vestimenta de ambos sexos.  Pero en un contexto en el que las mujeres se degradan públicamente, donde su fuerte valor simbólico se ve reducido por una fuerte ideología confuciana, la vestimenta femenina del hombre se vuelve compleja y multifuncional.
En términos semióticos, el disfraz es un ícono para la persona o el espíritu que representa. El hombre del traje asume el papel de ese ícono, convirtiéndose en una mujer simbolizando un hombre;  ella es un ícono del sexo cruzado aproximadamente el 75% del tiempo durante un gut típico. En el contexto del gut, el hombre es un ser sexualmente liminal; al indicar a un hombre, no solo tiene acceso a la autoridad masculina en el orden confuciano, sino que le brinda a la audiencia femenina la oportunidad de interactuar con esa autoridad de una manera que, en un contexto público, sería impensable. Su actuación es a menudo una parodia de las figuras de autoridad masculina; ella a menudo hace bromas y comentarios chiflados y discute con la audiencia.

### Tipos regionales
Los ritos tradicionales no están vinculados al calendario gregoriano. Están vinculados a un evento en particular, como una muerte, o al calendario lunar.
| Nombre                  | Propósitos | Región                                                              |
| ----------------------- | --- | ------------------------------------------------------------------- |
| Hamgyeong-do Manmukgut  | Realizado tres días después de una muerte para abrir un pasillo a la tierra de los muertos. | Hamgyeong-do                                                        |
| Pyeongan-do Darigut     | Este gut está dedicado al espíritu de una persona fallecida y facilita la entrada a la tierra de los muertos.Sus procedimientos se parecen a algunos procedimientos budistas. | Pyeongan-do                                                         |
| Hwanghae-do Naerimgut   | Este rito de iniciación es un tradicional naerim-gut. | Hwanghae-do                                                         |
| Hwanghae-do Jinogwigut  | Este gut se realiza por los muertos. Guía al paraíso por la salvación de los espíritus enojados. | Hwanghae-do                                                         |
| Ongjin Baeyeonsingut    | Este rito es un rito de pescadores en honor del rey dragón del mar. Su propósito es desear una captura abundante y paz comunitaria durante todo el año. | Hwanghae-do                                                         |
| Yangju Sonorigut        | Este es un rito de adoración al ganado. Se realiza para buenas cosechas, buena suerte y prosperidad de la comunidad local. Es una de las representaciones chamánicas más sofisticadas de Corea. | Yangju, Gyeonggi                                                    |
| Seoul Danggut           | Este gut es para la paz y la cosecha abundante. | Mt. Jeongbalsan, Dapsimni- dong, Sinnae- dong, Mt. Bonghwasan, Seúl |
| Seoul Jinogwigut        | Este rito es para los muertos, para preparar el pasaje a la tierra del más allá. Se supone que llevará a la persona fallecida al paraíso en 49 días después de la muerte. Esto se remonta a las creencias taoístas de que cada persona tiene siete almas, una de las cuales asciende al cielo cada siete días. | Seúl                                                                |
| Gyeonggi-do Dodanggut   | Este rito se celebra cada dos meses del calendario lunar. Aleja a los espíritus malignos de una comunidad. El bienestar de los aldeanos se induce al adorar a los abuelos tutelares en los santuarios tutelares.                                                                                               | Área de Dingmak, Área de Jangmal en Bucheon, Gyeonggi               |
| Gangneung Danogut       | Este rito es un gut a gran escala. Implica a decenas de chamanes rezando a la deidad de la montaña por la seguridad comunitaria de los animales salvajes. También hay oraciones por abundantes cultivos y capturas de peces. Dramas de baile enmascarados y coloridos juegos folclóricos rodean este rito.     | Gangneung, Gangwon-do                                               |
| Eunsan Byeolsingut      | Este rito está dedicado a los espíritus tutelares de los pueblos. Incluye una lucha del general Boksin y el sacerdote Dochim que recuperó la soberanía del reino de Baekje. Parte del rito se lleva a cabo ante los tótems guardianes.                                                                         | Eunsan-ri, Buyeo-gun, Chungcheong del Sur                           |
| Suyongpo Sumanggut      | Este gut está dedicado a las personas que murieron en el mar y los llevan a la tierra de los muertos. | Yeongil-gun, Gyeongsang del Norte                                   |
| Gangsa-ri Beomgut       | Este gut comunal se lleva a cabo una vez cada tres años. Los chamanes rezan por la protección de los tigres, la captura abundante en el mar y la paz comunitaria. | Gangsa-ri, Yeongil-gun, Gyeongsang del Norte                        |
| Geojedo Byeolsingut     | Este rito se celebra en cada pueblo de pescadores para rezar por la captura abundante y la paz comunitaria. | Geoje, Gyeongsang del Sur                                           |
| Tongyeong Ogwisaenamgut | Este gut se mantiene para consolar los espíritus de una persona ahogada en el mar y que conduce a la tierra de los muertos. | Tongyeong, Gyeongsang del Sur                                       |
| Wido Ttibaegut          | Este es un rito de pescadores e involucra a muchos espíritus tutelares que desean buena fortuna. | Isla Wido, Buan-gun, Jeolla del Norte                               |
| Jindo Ssitgimgut        | Este rito ayuda a limpiar los espíritus de las personas fallecidas. También se realiza en el primer aniversario de una muerte. | Islas Jindo, Islas Jangsando, Jeolla del Sur                        |
| Jejudo Singut           | Este rito ayuda a un chamán a ser promovido a un rango superior de chamanes. Este también es un rito de iniciación, y un chamán realiza este gut tres veces en su vida. | Jeju                                                                |
| Jejudo Yeongdeunggut    | Este rito se celebra en el segundo mes del calendario lunar. Se celebra para adorar a Yeongdeungsin, la diosa del mar, que otorgará seguridad y abundantes capturas. | Áreas costeras, Jeju                                                |
| Jejudo Muhongut         | Este rito se lleva a cabo para limpiar los espíritus de alguien ahogado en el mar y guiar a esta persona a la tierra de los muertos. | Jeju                                                                |